# Spachea membranacea
Spachea membranacea är en tvåhjärtbladig växtart som beskrevs av José Cuatrecasas. Spachea membranacea ingår i släktet Spachea och familjen Malpighiaceae. Inga underarter finns listade i Catalogue of Life.